# Paracaesio gonzalesi
Paracaesio gonzalesi es una especie de peces de la familia Lutjanidae en el orden de los Perciformes.

## Morfología
• Los machos pueden llegar alcanzar los 42 cm de longitud total.

## Hábitat
Es un pez de mar de clima tropical que vive entre 140-250 m de profundidad.

## Distribución geográfica
Se encuentra en Fiyi, Vanuatu, Filipinas y Tuvalu.

## Uso comercial
Se comercializa fresco.